# John Dubois
John Dubois (Parigi, 14 agosto 1764 – New York, 20 dicembre 1842) è stato un vescovo cattolico francese.

## Biografia
Nato a Parigi, fu ordinato sacerdote il 28 settembre 1787, entrando nella Compagnia dei sacerdoti di San Sulpizio, nella sua città natale.
Il 23 maggio 1826 fu nominato vescovo di New York e governò la diocesi sino alla propria morte, avvenuta a New York il 20 dicembre 1842.

## Genealogia episcopale e successione apostolica
La genealogia episcopale è:
- Cardinale Scipione Rebiba
- Cardinale Giulio Antonio Santori
- Cardinale Girolamo Bernerio, O.P.
- Arcivescovo Galeazzo Sanvitale
- Cardinale Ludovico Ludovisi
- Cardinale Luigi Caetani
- Cardinale Ulderico Carpegna
- Cardinale Paluzzo Paluzzi Altieri degli Albertoni
- Cardinale Gaspare Carpegna
- Cardinale Fabrizio Paolucci
- Cardinale Francesco Barberini
- Cardinale Annibale Albani
- Cardinale Federico Marcello Lante Montefeltro della Rovere
- Vescovo Charles Walmesley, O.S.B.
- Arcivescovo John Carroll, S.I.
- Cardinale Jean-Louis Anne Madelain Lefebvre de Cheverus
- Arcivescovo Ambrose Maréchal, P.S.S.
- Vescovo John Dubois, P.S.S.

La successione apostolica è:
- Arcivescovo John Joseph Hughes (1838)